# Бирюзовое
Бирюзовое — озеро на острове Симушир Большой Курильской гряды. Россия, Сахалинская область.
Находится в центральной части острова Симушир. Озеро имеет вулканическое происхождение (затопленная часть кальдеры Заварицкого).
Площадь озера составляет 3,6 км².